# Kitamura Junko
Kitamura Junko (1956) es una ceramista japonesa. Su obra se encuentra en el Museo de Bellas Artes de Houston, el Museo de Brooklyn, el Museo Británico, el Museo de Bellas Artes de Boston y la Galería Arthur M. Sackler del Smithsonian. Ha ganado premios por su trabajo en la Exposición de Arte de la Prefectura de Siga en 1983, la Exposición de Arte y Artesanía de Kioto en 1984 y 1985, y en World Triennial Exhibition of Small Ceramics en Zagreb en 1997. 

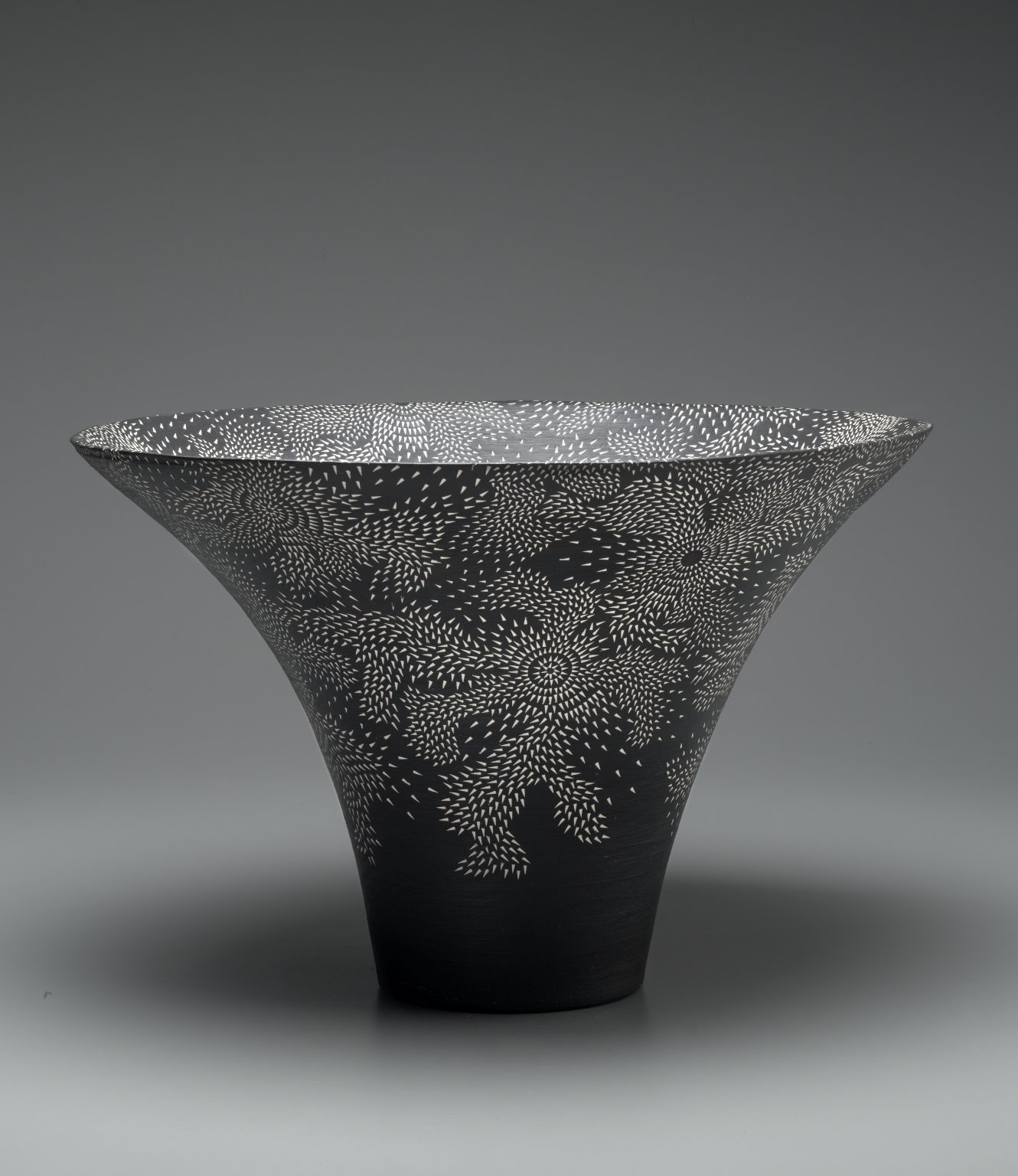
Junko Kitamura, Jarrón, Museo de Brooklyn

## Trayectoria
Kitamura completó sus estudios en Bellas Artes en la Universidad de Arte de la ciudad de Kyoto. Está casada con el artista Yo Akiyama, y fue alumna de dos destacados artistas japoneses: Suzuki Osamu y Kondo Yutaka.
Las obras de cerámica de Kitamura están realizadas en gres con una cubierta de engobe blanco, a menudo decoradas con motivos intrincados y complejos. Las piezas, elaboradas a torno, están adornadas con puntos blancos que crean un dibujo cambiante sobre el fondo, realzado por su sutil textura.Aunque las pequeñas decoraciones parecen obsesivas, el trabajo de Kitamura está inspirado en la antigua tradición coreana del siglo XV de la cerámica buncheong con incrustaciones.Sus diseños cuentan con perforaciones en la superficie realizadas a mano con bambú donde luego se incrusta un engobe blanco.La cerámica buncheong , o también conocida como punch'ong, incluía incrustaciones o estampaciones para crear patrones bien definidos, o bien grabados, para lograr un estilo más natural y a mano alzada. La tradición buncheong fue interrumpida por las invasiones japonesas de Corea en 1592 y 1598, pero fue retomada en el siglo XVII por los alfareros coreanos y japoneses. Esta cerámica se adaptó como moneda para el gobierno coreano cuando metales como el bronce, la plata y el oro escaseaban debido al tributo enviado a la dinastía Ming. También fue en esta época, debido a la escasez de metal, que se recrearon vasijas ceremoniales. El trabajo de Kitamura también parece hacer referencia o evocar diseños de cerámica del período Jōmon (10.500-300 a. C.).

## Género en la cerámica japonesa
Después de la Segunda Guerra Mundial, las mujeres japonesas comenzaron a adentrarse en el mundo de la cerámica. Si bien varias ceramistas japonesas son prominentes hoy en día, las mujeres tradicionalmente fueron excluidas del sistema de aprendizaje de producción de cerámica y no fueron aceptadas como aprendices. El sistema universitario de posguerra permitió una ruta de enseñanza alternativa, que permitió a las mujeres aprender a través de una escuela en lugar del sistema de aprendizaje. 